# Liga Femenina FPF 2022
La Liga Femenina FPF 2022, por razones de patrocinio Liga Femenina Pluspetrol 2022, fue la segunda edición bajo el formato de liga nacional descentralizada, cuya organización, desarrollo y promoción es realizada por la Federación Peruana de Fútbol (FPF). El torneo tuvo como patrocinador principal a Pluspetrol y fue transmitido por Movistar Deportes. 
Tras ganar este campeonato, el Club Alianza Lima se proclamó bicampeón de la Liga Femenina FPF y clasificó a la Copa Libertadores Femenina 2022, que se disputó, del 13 al 28 de octubre de 2022, en Quito, Ecuador. Por su parte, el club Carlos Mannucci de Trujillo logró su primer subcampeonato nacional de fútbol femenino. 
El campeonato se jugó de forma descentralizada y tuvo cuatro etapas: la Fase Regular; los Playoffs por el título (Hexagonal) y el descenso (Heptagonal y Revalidación); las Semifinales; y la Final. El torneo contó con la participación de trece equipos: seis de Lima, tres de Trujillo, dos del Callao, uno de Ayacucho y uno de Cajamarca. 
Esta edición de la Liga Femenina empezó a jugarse el 2 de abril con el partido entre Universitario de Deportes y Universidad Técnica de Cajamarca y finalizó el 30 de noviembre del 2022 con el partido de Revalidación entre Sporting Victoria de Iquitos y Universidad Técnica de Cajamarca. En total se jugaron 120 partidos en esta temporada.

## Sistema de competición
La Fase Regular se jugó bajo el formato de todos contra todos en una sola ronda. Luego, en los Playoffs, se establecieron dos grupos: el Hexagonal por el título nacional, conformado por las escuadras que ocuparon del primero al sexto lugar en la Fase Regular; y el Heptagonal por el descenso, integrado por los clubes que ocuparon del sétimo al decimotercer lugar en la Fase Regular. 
Para jugarse los Playoffs se estableció puntos a favor y en contra de la siguiente manera: a) El primero de la Fase Regular arranca con 2 puntos extra en el Hexagonal por el título; b) El segundo de la Fase Regular arranca con 1 punto extra en el Hexagonal por el título; c) El décimo segundo de la Fase Regular arranca con -1 punto en el Heptagonal por el descenso; y d) El décimo tercero de la Fase Regular arranca con -2 puntos en el Heptagonal por el descenso. 
En el Hexagonal por el título, tras jugarse una ronda de todos contra todos, los cuatro mejores equipos clasificaron a la etapa de Semifinales, donde el primero del Hexagonal jugó contra el cuarto y el segundo del Hexagonal jugó contra el tercero. Las Semifinales se jugaron a partido único, siendo locales el primero y el segundo del Hexagonal. 
En cuanto a la Final, pese a que las bases de la Liga Femenina 2022 señalaban que "los ganadores de ambas semifinales jugaron la Final de la Liga Femenina Pluspetrol 2022 a partido único, que será organizado por la Federación Peruana de Fútbol en Lima", la FPF, a cinco días de terminar el torneo, cambió la final a partidos de ida y vuelta. 
Finalmente, sobre el Heptagonal por el descenso, tras jugarse una ronda de todos contra todos, el club que ocupe la última ubicación descenderá a la Copa Perú Femenina 2023 y el equipo que quede en el penúltimo lugar disputará una Revalidación con el tercero de la Copa Perú Femenina 2022.     

## Equipos participantes
| N.° | Equipos                          | Torneo reciente   | Entrenadores                       | Capitanas                       | Futbolistas extranjeras                                    | Ropa deportiva | Auspiciadores |
| --- | -------------------------------- | ----------------- | ---------------------------------- | ------------------------------- | ---------------------------------------------------------- | -------------- | --- |
| 1   | Alianza Lima                     | Campeón Liga 2021 | Samir Mendoza                      | Alison Reyes y Neidy Romero     | Neidy Romero, María Ortegano, Heidi Padilla y Sofía García | Nike           | Inbiomedic / Apronax / Carezza / Arica / Gatorade / Saco Oliveros / Xiaomi TV / Sky                                  |
| 2   | Universitario                    | 2° Liga 2021      | Paolo Maldonado                    | Fabiola Herrera                 | Challenger Galvis, Daiana Chiclana y Stephanie Lacoste     | Marathon       | Wawasana / Inmunimed / Loa / Vitagel Fortiflex / Movil Bus / Cristal                                                 |
| 3   | Universidad César Vallejo        | 3° Liga 2021      | Marcos Flores                      | Adriana Dávila                  | Mariú Rodríguez                                            | Real           | UCV / Sporade / Lynch / Promant / Hincha de Colección                                                                |
| 4   | Sporting Cristal                 | 4° Liga 2021      | Doriva Bueno                       | Karen López                     | Yelitza Toledo y Alyssa Saccsara                           | Adidas         | MG / Dorado Bet / Lidermaq / Sporade                                                                                 |
| 5   | Carlos Mannucci                  | 5° Liga 2021      | Luis Cordero                       | Ana Alva                        | Yefraini Pérez, Yaritza Lárez y Carolina Arbeláez          | New Athletic   | UPAO / Corporación RC SAC / Calver Producciones / Yovic Group / Las Jabitas Express / Cinética / Agua Fiel / Sporade |
| 6   | Academia Cantolao                | 6° Liga 2021      | Vivian Ayres                       | Lucy Meza                       | Yormary Álvarez y Karla Reimi                              | New Athletic   | La Polla del Fútbol / Soluciones Médicas y Servicios                                                                 |
| 7   | Atlético Trujillo                | 7° Liga 2021      | Danny Pita                         | Anel Jiménez                    |                                                            | Balloon        | Viniball / Tomonorte / Primavera / DAG / Gina Tropiano / Divino 7 / Asistencia Vida / Municipalidad de El Porvenir   |
| 8   | Deportivo Municipal              | 8° Liga 2021      | Karen Palacios                     | Fadye Jabali y Brenda Contreras | Yoymar Medina                                              | Walon          | Edificaciones Inmobiliarias / Gatorade                                                                               |
| 9   | FC Killas                        | 9° Liga 2021      | Olienka Salinas                    | Katherine Ruiz                  | Mariely Morales, Gabriela Viloria y Lucy Salcedo           | Golsti         | 2K Inmobiliaria / Barra Marina / Miha Bodyfit                                                                        |
| 10  | Ayacucho FC                      | 10° Liga 2021     | Hugo Rodríguez                     | Yaneth Huayhua                  |                                                            | Real           | Dorado Bet / Colegio San Carlos / New Olymphic / Mi Pasión / D&M Sport Gloves                                        |
| 11  | Universidad San Martín de Porres | 11° Liga 2021     | Miguel Granados                    | Liz Arone y Sandra Hernández    |                                                            | New Life       | USMP |
| 12  | Universidad Técnica de Cajamarca | 12° Liga 2021     | Edwin Arévalo                      | Victoria Ruiz                   |                                                            | Amida          | Colegio Nivel A |
| 13  | Sport Boys                       | 13° Liga 2021     | Alexandra Díaz (hasta el 30/6/22)  | Érika Kadena                    | Katherine Sierra                                           | Astro          | Elite Zone / Minka / Dorado Bet / Marathon / Sport Medical / GWA Medical / Body Gym                                  |
| 13  | Sport Boys                       | 13° Liga 2021     | Rivelino Carassa (desde el 5/8/22) | Érika Kadena                    | Katherine Sierra                                           | Astro          | Elite Zone / Minka / Dorado Bet / Marathon / Sport Medical / GWA Medical / Body Gym                                  |

## Fase Regular
En la Fase Regular, los 13 equipos se enfrentarán todos contra todos en una sola ronda. Cada equipo jugará 6 partidos de local y 6 de visita. Al finalizar esta etapa, los 6 primeros puestos en la tabla de posiciones clasificarán al Hexagonal por el título y los 7 últimos puestos jugarán el Heptagonal por el descenso. 

### Tabla de posiciones
- Última actualización: 14 de agosto del 2022

| Pos. | Equipo              | Pts. | PJ | PG | PE | PP | GF | GC | DG  | Clasificación                                    |
| ---- | ------------------- | ---- | -- | -- | -- | -- | -- | -- | --- | ------------------------------------------------ |
| 1°   | Alianza Lima        | 34   | 12 | 11 | 1  | 0  | 53 | 4  | +49 | Hexagonal por el título con 2 puntos adicionales |
| 2°   | Universitario       | 33   | 12 | 11 | 0  | 1  | 37 | 5  | +32 | Hexagonal por el título con 1 punto adicional    |
| 3°   | Carlos Mannucci     | 31   | 12 | 10 | 1  | 1  | 43 | 11 | +32 | Hexagonal por el título                          |
| 4°   | Sporting Cristal    | 24   | 12 | 8  | 0  | 4  | 33 | 12 | +21 | Hexagonal por el título                          |
| 5°   | U. César Vallejo    | 20   | 12 | 6  | 2  | 4  | 21 | 13 | +8  | Hexagonal por el título                          |
| 6°   | Atlético Trujillo   | 16   | 12 | 5  | 1  | 6  | 15 | 35 | -20 | Hexagonal por el título                          |
| 7°   | Ayacucho FC         | 15   | 12 | 4  | 3  | 5  | 11 | 19 | -8  | Heptagonal por el descenso                       |
| 8°   | Deportivo Municipal | 14   | 12 | 4  | 2  | 6  | 14 | 25 | -11 | Heptagonal por el descenso                       |
| 9°   | Academia Cantolao   | 13   | 12 | 3  | 4  | 5  | 24 | 22 | +2  | Heptagonal por el descenso                       |
| 10°  | FC Killas           | 12   | 12 | 3  | 3  | 6  | 15 | 13 | +2  | Heptagonal por el descenso                       |
| 11°  | U. San Martín       | 6    | 12 | 2  | 0  | 10 | 8  | 40 | -32 | Heptagonal por el descenso                       |
| 12°  | UTC                 | 4    | 12 | 1  | 1  | 10 | 6  | 52 | -46 | Heptagonal por el descenso con 1 punto menos     |
| 13°  | Sport Boys          | 3    | 12 | 1  | 0  | 11 | 7  | 36 | -29 | Heptagonal por el descenso con 2 puntos menos    |

### Evolución de las posiciones
- jugaron el Hexagonal por el título.      jugaron el Heptagonal por el descenso.
- Última actualización: 14 de agosto del 2022.

| Pos. | Equipo              | F1  | F2  | F3  | F4  | F5  | F6  | F8  | F9  | F10 | F11 | F12 | F7  | F13 |
| ---- | ------------------- | --- | --- | --- | --- | --- | --- | --- | --- | --- | --- | --- | --- | --- |
| 1°   | Alianza Lima        | 8°  | 5°  | 4°  | 3°  | 3°  | 2°  | 2°  | 1°  | 1°  | 1°  | 1°  | 1°  | 1°  |
| 2°   | Universitario       | 1°  | 1°  | 5°  | 2°  | 5°  | 3°  | 3°  | 3°  | 3°  | 3°  | 3°  | 2°  | 2°  |
| 3°   | Carlos Mannucci     | 3°  | 2°  | 1°  | 1°  | 1°  | 1°  | 1°  | 2°  | 2°  | 2°  | 2°  | 3°  | 3°  |
| 4°   | Sporting Cristal    | 9°  | 6°  | 9°  | 7°  | 6°  | 6°  | 5°  | 4°  | 5°  | 4°  | 5°  | 4°  | 4°  |
| 5°   | U. César Vallejo    | 2°  | 4°  | 2°  | 4°  | 2°  | 4°  | 4°  | 5°  | 4°  | 5°  | 4°  | 5°  | 5°  |
| 6°   | Atlético Trujillo   | 6°  | 9°  | 8°  | 5°  | 4°  | 5°  | 7°  | 8°  | 8°  | 8°  | 10° | 9°  | 6°  |
| 7°   | Ayacucho FC         | 4°  | 7°  | 7°  | 9°  | 10° | 8°  | 6°  | 7°  | 6°  | 7°  | 7°  | 6°  | 7°  |
| 8°   | Deportivo Municipal | 5°  | 3°  | 3°  | 6°  | 7°  | 7°  | 8°  | 6°  | 7°  | 6°  | 6°  | 7°  | 8°  |
| 9°   | Academia Cantolao   | 7°  | 8°  | 6°  | 8°  | 8°  | 9°  | 9°  | 10° | 10° | 9°  | 9°  | 8°  | 9°  |
| 10°  | FC Killas           | 10° | 10° | 10° | 10° | 9°  | 10° | 10° | 9°  | 9°  | 10° | 8°  | 10° | 10° |
| 11°  | U. San Martín       | 12° | 11° | 11° | 12° | 12° | 11° | 12° | 11° | 11° | 11° | 11° | 11° | 11° |
| 12°  | UTC                 | 13° | 13° | 13° | 13° | 13° | 13° | 13° | 13° | 13° | 13° | 13° | 13° | 12° |
| 13°  | Sport Boys          | 11° | 12° | 12° | 11° | 11° | 12° | 11° | 12° | 12° | 12° | 12° | 12° | 13° |

### Resultados
| Fecha 1                | Fecha 1    | Fecha 1 | Fecha 1            | Fecha 1                   | Fecha 1 | Fecha 1                          | Fecha 1                                                                 |
| N.°                    | Fecha      | Hora    | Estadio            | Local                     | Res.    | Visitante                        | Goleadoras                                                              |
| ---------------------- | ---------- | ------- | ------------------ | ------------------------- | ------- | -------------------------------- | ----------------------------------------------------------------------- |
| 1                      | 2 de abril | 13:00   | Monumental         | Universitario             | 6-0     | Universidad Técnica de Cajamarca | Milena Tomayconsa (2), Xioczana Canales (2) y Nahomi Martínez (2) (UNI) |
| 2                      | 2 de abril | 15:00   | El Porvenir        | Atlético Trujillo         | 1-1     | Academia Cantolao                | ¿? (ATR) / ¿? (CAN)                                                     |
| 3                      | 2 de abril | 16:00   | Andrés Bedoya Díaz | Deportivo Municipal       | 1-0     | FC Killas                        | Rocío Fernández (MUN)                                                   |
| 4                      | 2 de abril | 19:00   | Andrés Bedoya Díaz | Universidad César Vallejo | 3-0     | Universidad San Martín           | Emily Flores, Adriana Dávila y Dianny Pérez (UCV)                       |
| 5                      | 14 de mayo | 13:00   | Andrés Bedoya Díaz | Sport Boys                | 0-1     | Ayacucho FC                      | Sarai Sánchez (AYA)                                                     |
| 6                      | 14 de mayo | 15:30   | Mansiche           | Carlos Mannucci           | 2-1     | Sporting Cristal                 | Irina Cruz y Yaritza Larez (MAN) / Alondra Vílchez (SCR)                |
| Descansa: Alianza Lima |            |         |                    |                           |         |                                  |                                                                         |

| Fecha 2                         | Fecha 2     | Fecha 2 | Fecha 2             | Fecha 2                          | Fecha 2 | Fecha 2                   | Fecha 2                                                                           |
| N.°                             | Fecha       | Hora    | Estadio             | Local                            | Res.    | Visitante                 | Goleadoras                                                                        |
| ------------------------------- | ----------- | ------- | ------------------- | -------------------------------- | ------- | ------------------------- | --------------------------------------------------------------------------------- |
| 7                               | 8 de abril  | 15:00   | Alberto Gallardo    | Sporting Cristal                 | 4-1     | Atlético Trujillo         | Alondra Vílchez (2) y María Espejo (2) (SCR) / Andrea Kcomt (ATR)                 |
| 8                               | 9 de abril  | 13:15   | Andrés Bedoya Díaz  | Academia Cantolao                | 0-0     | Universidad César Vallejo | Sin goleadoras                                                                    |
| 9                               | 9 de abril  | 15:30   | San Marcos          | Alianza Lima                     | 5-0     | Sport Boys                | Heidy Padilla, Shashenka Porras, Neidy Romero, Alison Reyes y Adriana Lúcar (ALI) |
| 10                              | 9 de abril  | 18:00   | Andrés Bedoya Díaz  | FC Killas                        | 0-1     | Carlos Mannucci           | Luz Campoverde (MAN)                                                              |
| 11                              | 10 de abril | 15:30   | Héroes de San Ramón | Universidad Técnica de Cajamarca | 0-1     | Deportivo Municipal       | Rocío Fernández (MUN)                                                             |
| 12                              | 1 de junio  | 15:00   | Ciudad de Cumaná    | Ayacucho FC                      | 0-1     | Universitario             | Cindy Novoa (UNI)                                                                 |
| Descansa:Universidad San Martín |             |         |                     |                                  |         |                           |                                                                                   |

| Fecha 3              | Fecha 3     | Fecha 3 | Fecha 3            | Fecha 3                   | Fecha 3  | Fecha 3                          | Fecha 3                                           |
| N.°                  | Fecha       | Hora    | Estadio            | Local                     | Res.     | Visitante                        | Goleadoras                                        |
| -------------------- | ----------- | ------- | ------------------ | ------------------------- | -------- | -------------------------------- | ------------------------------------------------- |
| 13                   | 15 de abril | 15:00   | Andrés Bedoya Díaz | Universidad César Vallejo | 1-0      | Sporting Cristal                 | Emily Flores (UCV)                                |
| 14                   | 16 de abril | 12:00   | Andrés Bedoya Díaz | Universidad San Martín    | 0-3 (WO) | Academia Cantolao                | Sin goleadoras debido al WO                       |
| 15                   | 16 de abril | 13:00   | Carlos Olivares    | Carlos Mannucci           | 3-0      | Universidad Técnica de Cajamarca | Katherine Bravo, Irina Alva y Yaritza Larez (MAN) |
| 16                   | 16 de abril | 15:00   | El Porvenir        | Atlético Trujillo         | 2-0      | FC Killas                        | Kimberly Castillo y Birka Ruiz (ATR)              |
| 17                   | 16 de abril | 15:00   | Monumental         | Universitario             | 0-2      | Alianza Lima                     | Neidy Romero y Adriana Lúcar (ALI)                |
| 18                   | 16 de abril | 20:00   | Andrés Bedoya Díaz | Deportivo Municipal       | 1-1      | Ayacucho FC                      | Yoymar Medina (MUN) / Melicia Aguilar (AYA)       |
| Descansa: Sport Boys |             |         |                    |                           |          |                                  |                                                   |

| Fecha 4                     | Fecha 4     | Fecha 4 | Fecha 4             | Fecha 4                          | Fecha 4    | Fecha 4                   | Fecha 4                                                               |
| N.°                         | Fecha       | Hora    | Estadio             | Local                            | Res.       | Visitante                 | Goleadoras                                                            |
| --------------------------- | ----------- | ------- | ------------------- | -------------------------------- | ---------- | ------------------------- | --------------------------------------------------------------------- |
| 19                          | 19 de abril | 15:00   | Alberto Gallardo    | Sporting Cristal                 | 5 - 0      | Universidad San Martín    | Alondra Vílchez (2), Yelitza Toledo, Allison Azabache y Katsumi Cheng |
| 20                          | 20 de abril | 12:00   | Ciudad de Cumaná    | Ayacucho FC                      | 0 - 3 (WO) | Carlos Mannucci           | Sin goleadoras debido al WO                                           |
| 21                          | 20 de abril | 13:30   | Andrés Bedoya Díaz  | FC Killas                        | 0 - 0      | Universidad César Vallejo | Sin goleadoras                                                        |
| 22                          | 20 de abril | 15:30   | Héroes de San Ramón | Universidad Técnica de Cajamarca | 1 - 3      | Atlético Trujillo         | ¿? (UTC) / ¿? (ATR)                                                   |
| 23                          | 20 de abril | 17:00   | Andrés Bedoya Díaz  | Sport Boys                       | 0 - 4      | Universitario             | Aranxa Vega, Sabrina Ramírez (2) y Cindy Novoa                        |
| 24                          | 20 de abril | 19:30   | San Marcos          | Alianza Lima                     | 2 - 0      | Deportivo Municipal       | Shashenka Porras y Adriana Lúcar (ALI)                                |
| Descansa: Academia Cantolao |             |         |                     |                                  |            |                           |                                                                       |

| Fecha 5                 | Fecha 5     | Fecha 5 | Fecha 5            | Fecha 5                   | Fecha 5 | Fecha 5                          | Fecha 5                                                                 |
| N.°                     | Fecha       | Hora    | Estadio            | Local                     | Res.    | Visitante                        | Goleadoras                                                              |
| ----------------------- | ----------- | ------- | ------------------ | ------------------------- | ------- | -------------------------------- | ----------------------------------------------------------------------- |
| 25                      | 22 de abril | 17:00   | Andrés Bedoya Díaz | Academia Cantolao         | 1-2     | Sporting Cristal                 | Azucena Daga (CAN) / Karen López y Alondra Vílchez (SCR)                |
| 26                      | 23 de abril | 13:00   | Andrés Bedoya Díaz | Universidad San Martín    | 0-4     | FC Killas                        | Gabriela Viloria, Lucy Salcedo, Kely Peralta y Nancy Soto (KIL)         |
| 27                      | 23 de abril | 15:00   | El Porvenir        | Atlético Trujillo         | 1-0     | Ayacucho FC                      | Birka Ruiz (ATR)                                                        |
| 28                      | 23 de abril | 16:00   | Andrés Bedoya Díaz | Deportivo Municipal       | 1-2     | Sport Boys                       | Rocío Fernández (MUN) / Ariana Farfán (2) (SBA)                         |
| 29                      | 23 de abril | 19:00   | Andrés Bedoya Díaz | Universidad César Vallejo | 6-0     | Universidad Técnica de Cajamarca | Connie Puerta (3), Valerie Gherson, María Luque y Miriam Cárdenas (UCV) |
| 30                      | 24 de abril | 15:00   | Mansiche           | Carlos Mannucci           | 1-1     | Alianza Lima                     | Breccia Gonzales (MAN) / Neidy Romero (ALI)                             |
| Descansa: Universitario |             |         |                    |                           |         |                                  |                                                                         |

| Fecha 6                    | Fecha 6     | Fecha 6 | Fecha 6              | Fecha 6                          | Fecha 6 | Fecha 6                   | Fecha 6 |
| N.°                        | Fecha       | Hora    | Estadio              | Local                            | Res.    | Visitante                 | Goleadoras |
| -------------------------- | ----------- | ------- | -------------------- | -------------------------------- | ------- | ------------------------- | --- |
| 31                         | 30 de abril | 13:00   | Alejandro Villanueva | Alianza Lima                     | 11 - 1  | Atlético Trujillo         | Neidy Romero (2), Adriana Lúcar, Heidy Padilla, Sandy Dorador (2), Alisson Reyes, Sandra Arévalo, Rosa Castro (2) y YomiraTacilla (ALI) / Anel Jiménez (ATR) |
| 32                         | 30 de abril | 15:30   | Videna FPF           | Sport Boys                       | 1 - 8   | Carlos Mannucci           | María Cazorla (SBA) / Yaritza Larez (2), Némesis Leal (2), Breccia Gonzales, María Valentín, Mishelle Rodríguez y Luz Campoverde (MAN)                       |
| 33                         | 1 de mayo   | 12:30   | Videna FPF           | FC Killas                        | 1 - 1   | Academia Cantolao         | Kely Peralta (KIL) / Azucena Daga (CAN) |
| 34                         | 1 de mayo   | 13:00   | Ciudad de Cumaná     | Ayacucho FC                      | 1 - 0   | Universidad César Vallejo | Yaneth Huayhua (AYA) |
| 35                         | 1 de mayo   | 15:00   | Monumental           | Universitario                    | 2 - 0   | Deportivo Municipal       | Xioczana Canales y Cindy Novoa (UNI) |
| 36                         | 1 de mayo   | 15:30   | Héroes de San Ramón  | Universidad Técnica de Cajamarca | 0 - 2   | Universidad San Martín    | Thais Izquierdo y Mayra Pinares (USM) |
| Descansa: Sporting Cristal |             |         |                      |                                  |         |                           | |

| Fecha 7                       | Fecha 7     | Fecha 7 | Fecha 7             | Fecha 7                   | Fecha 7 | Fecha 7                          | Fecha 7 |
| N.°                           | Fecha       | Hora    | Estadio             | Local                     | Res.    | Visitante                        | Goleadoras |
| ----------------------------- | ----------- | ------- | ------------------- | ------------------------- | ------- | -------------------------------- | --- |
| 37                            | 6 de agosto | 11:00   | Andrés Bedoya Díaz  | Academia Cantolao         | 8 - 1   | Universidad Técnica de Cajamarca | Azucena Daga, Karla Reimi, Valentina Quiroz, Yormary Álvarez, Allison Catalán (3) y Naicha Urbina (CAN) / Hilda Jesús (UTC) |
| 38                            | 6 de agosto | 13:15   | Andrés Bedoya Díaz  | Universidad San Martín    | 0 - 2   | Ayacucho FC                      | Melicia Aguilar y Yaneth Huayhua (AYA)                                                                                      |
| 39                            | 6 de agosto | 15:30   | Andrés Bedoya Díaz  | Universidad César Vallejo | 1 - 4   | Alianza Lima                     | Kiara Larrea (UCV) / Sandy Dorador, Carmen Quesada, Marisela Joya (autogol) y Adriana Lúcar (ALI)                           |
| 40                            | 7 de agosto | 11:00   | Alberto Gallardo    | Sporting Cristal          | 3 - 2   | FC Killas                        | Anthuanet Paico (autogol) y María Espejo (2) (SCR) / Carmen Barriga y Kely Peralta (KIL)                                    |
| 41                            | 7 de agosto | 11:30   | El Porvenir         | Atlético Trujillo         | 2 - 1   | Sport Boys                       | Birka Ruiz y Mitzy Vera (ATR) / Lesly Uchuya (SBA)                                                                          |
| 42                            | 7 de agosto | 15:30   | Municipal de Otuzco | Carlos Mannucci           | 1 - 2   | Universitario                    | Luz Campoverde (MAN) / Kimbherly Muñoz y Geraldine Cisneros (UNI)                                                           |
| Descansa: Deportivo Municipal |             |         |                     |                           |         |                                  | |

| Fecha 8             | Fecha 8   | Fecha 8 | Fecha 8              | Fecha 8                          | Fecha 8 | Fecha 8                   | Fecha 8 |
| N.°                 | Fecha     | Hora    | Estadio              | Local                            | Res.    | Visitante                 | Goleadoras |
| ------------------- | --------- | ------- | -------------------- | -------------------------------- | ------- | ------------------------- | --- |
| 43                  | 7 de mayo | 13:15   | Andrés Bedoya Díaz   | Deportivo Municipal              | 2 - 7   | Carlos Mannucci           | Camila Oliva y Yoymar Medina (MUN) / Selene Herrera, Luz Campoverde (3), Yaritza Larez, Irina Cruz y Breccia Gonzales (MAN) |
| 44                  | 7 de mayo | 15:00   | Héroes de San Ramón  | Universidad Técnica de Cajamarca | 0 - 5   | Sporting Cristal          | Jhosely Gamarra, Alessia Sanllehi (2), Alondra Vílchez y Julia Mamani (SCR)                                                 |
| 45                  | 7 de mayo | 15:00   | Ciudad de Cumaná     | Ayacucho FC                      | 2 - 1   | Academia Cantolao         | Yaneth Huayhua y Melicia Aguilar (AYA) / Azucena Daga (CAN)                                                                 |
| 46                  | 7 de mayo | 15:30   | Alejandro Villanueva | Alianza Lima                     | 8 - 0   | Universidad San Martín    | Heidy Padilla (2), Adriana Lúcar (2), Yomira Tacilla, Sandra Arévalo (2) y Yoselin Miranda (ALI)                            |
| 47                  | 7 de mayo | 19:00   | Andrés Bedoya Díaz   | Sport Boys                       | 0 - 3   | Universidad César Vallejo | Lorena Cortez, Miriam Cárdenas y Emily Flores (UCV)                                                                         |
| 48                  | 8 de mayo | 11:00   | Monumental           | Universitario                    | 4 - 0   | Atlético Trujillo         | Xioczana Canales, Nahomi Martínez, Cindy Novoa y Daiana Chiclana (UNI)                                                      |
| Descansa: FC Killas |           |         |                      |                                  |         |                           | |

| Fecha 9                   | Fecha 9    | Fecha 9 | Fecha 9              | Fecha 9                   | Fecha 9 | Fecha 9                          | Fecha 9                                                                         |
| N.°                       | Fecha      | Hora    | Estadio              | Local                     | Res.    | Visitante                        | Goleadoras                                                                      |
| ------------------------- | ---------- | ------- | -------------------- | ------------------------- | ------- | -------------------------------- | ------------------------------------------------------------------------------- |
| 49                        | 20 de mayo | 15:30   | Alberto Gallardo     | Sporting Cristal          | 6 - 0   | Ayacucho FC                      | Vílchez (4), Katsumi Cheng y María López (SCR)                                  |
| 50                        | 20 de mayo | 18:00   | Andrés Bedoya Díaz   | Universidad César Vallejo | 0 - 3   | Universitario                    | Xioczana Canales (2) y Milena Tomayconsa (UNI)                                  |
| 51                        | 21 de mayo | 12:00   | Andrés Bedoya Díaz   | FC Killas                 | 4 - 0   | Universidad Técnica de Cajamarca | Xiomara Escudero, Kely Peralta (2) y Sarai Vidal (KIL)                          |
| 52                        | 21 de mayo | 15:00   | El Porvenir          | Atlético Trujillo         | 1 - 2   | Deportivo Municipal              | Nadia Yopla (ATR) / Rocío Fernandez y Fadye Jabali (MUN)                        |
| 53                        | 21 de mayo | 15:30   | Andrés Bedoya Díaz   | Academia Cantolao         | 1 - 4   | Alianza Lima                     | Brisa Ramírez (CAN) / Sandra Arévalo, Neidy Romero (2) y Shashenka Porras (ALI) |
| 54                        | 22 de mayo | 14:00   | Villa Deportiva USMP | Universidad San Martín    | 2 - 1   | Sport Boys                       | Ana Iraha y Dennys Vargas (USM) / Briseth Pacheco (SBA)                         |
| Descansa: Carlos Mannucci |            |         |                      |                           |         |                                  |                                                                                 |

| Fecha 10                                   | Fecha 10   | Fecha 10 | Fecha 10             | Fecha 10            | Fecha 10 | Fecha 10                  | Fecha 10 |
| N.°                                        | Fecha      | Hora     | Estadio              | Local               | Res.     | Visitante                 | Goleadoras |
| ------------------------------------------ | ---------- | -------- | -------------------- | ------------------- | -------- | ------------------------- | --- |
| 55                                         | 28 de mayo | 11:00    | Andrés Bedoya Díaz   | Sport Boys          | 1 - 3    | Academia Cantolao         | Ariana Farfán (SBA) / Karla Reimi (2) y Evelyn Chávez (CAN)                                                           |
| 56                                         | 28 de mayo | 15:00    | Monumental           | Universitario       | 6 - 1    | Universidad San Martín    | Nahomi Martínez (2), Milena Tomayconsa, Scarleth Flores, Geraldine Cisneros y Sabrina Ramírez (UNI) / Ana Iraha (USM) |
| 57                                         | 28 de mayo | 18:00    | Andrés Bedoya Díaz   | Deportivo Municipal | 1 - 3    | Universidad César Vallejo | Fadye Jabali (MUN) / Connie Puerta, Dianny Pérez y María Luque (UCV)                                                  |
| 58                                         | 29 de mayo | 15:00    | Ciudad de Cumaná     | Ayacucho FC         | 1 - 1    | FC Killas                 | Melicia Aguilar (AYA) / Kely Peralta (KIL)                                                                            |
| 59                                         | 29 de mayo | 15:30    | Alejandro Villanueva | Alianza Lima        | 2 - 0    | Sporting Cristal          | Neidy Romero (2) (ALI)                                                                                                |
| 60                                         | 29 de mayo | 15:30    | Mansiche             | Carlos Mannucci     | 7 - 0    | Atlético Trujillo         | Irina Cruz, Luz Campoverde (3), Breccia Gonzales (2) y Mishell Rodríguez (MAN)                                        |
| Descansa: Universidad Técnica de Cajamarca |            |          |                      |                     |          |                           | |

| Fecha 11                   | Fecha 11   | Fecha 11 | Fecha 11             | Fecha 11                         | Fecha 11 | Fecha 11            | Fecha 11                                                                                             |
| N.°                        | Fecha      | Hora     | Estadio              | Local                            | Res.     | Visitante           | Goleadoras                                                                                           |
| -------------------------- | ---------- | -------- | -------------------- | -------------------------------- | -------- | ------------------- | --- |
| 61                         | 3 de junio | 15:30    | Andrés Bedoya Díaz   | FC Killas                        | 0 - 1    | Alianza Lima        | Sandra Arévalo (ALI)                                                                                 |
| 62                         | 4 de junio | 11:00    | Héroes de San Ramón  | Universidad Técnica de Cajamarca | 3 - 3    | Ayacucho FC         | Hilda Jesús y Leslie Salazar (2) (UTC) / Fiorela Ramos y Sarai Sánchez (2) (AYA)                     |
| 63                         | 4 de junio | 13:00    | Andrés Bedoya Díaz   | Academia Cantolao                | 0 - 4    | Universitario       | Xioczana Canales, Nahomi Martínez, Aranxa Vega y Sabrina Ramírez (UNI)                               |
| 64                         | 4 de junio | 15:30    | Villa Deportiva USMP | Universidad San Martín           | 1 - 2    | Deportivo Municipal | ¿? (USM) / ¿? (MUN)                                                                                  |
| 65                         | 4 de junio | 15:30    | Alberto Gallardo     | Sporting Cristal                 | 4 - 0    | Sport Boys          | Andrea Flores, Alondra Vílchez (2) y Alessia Sanllehi (SCR)                                          |
| 66                         | 4 de junio | 19:00    | Andrés Bedoya Díaz   | Universidad César Vallejo        | 2 - 4    | Carlos Mannucci     | Emily Flores y Dianny Pérez (UCV) / Irina Cruz, Rubí Acosta, Breccia Gonzales y Luz Campoverde (MAN) |
| Descansa:Atlético Trujillo |            |          |                      |                                  |          |                     | |

| Fecha 12              | Fecha 12    | Fecha 12 | Fecha 12           | Fecha 12            | Fecha 12 | Fecha 12                         | Fecha 12 |
| N.°                   | Fecha       | Hora     | Estadio            | Local               | Res.     | Visitante                        | Goleadoras |
| --------------------- | ----------- | -------- | ------------------ | ------------------- | -------- | -------------------------------- | --- |
| 67                    | 11 de junio | 11:00    | Andrés Bedoya Díaz | Deportivo Municipal | 3 - 3    | Academia Cantolao                | Rocío Fernández (2) y Anasophia Ortega (MUN) / Leisy Lira, Azucena Daga y Karla Reimi (CAN)                                            |
| 68                    | 11 de junio | 15:00    | Mansiche           | Carlos Mannucci     | 3 - 0    | Universidad San Martín           | Luz Campoverde (2) y Katherine Bravo (MAN)                                                                                             |
| 69                    | 11 de junio | 15:30    | Videna FPF         | Alianza Lima        | 11 - 0   | Universidad Técnica de Cajamarca | Sandy Dorador (2), Adriana Lúcar (4), Neidy Romero, Sandra Arévalo, Ángela Zamora (autogol), Amparo Chuquival y Shashenka Porras (ALI) |
| 70                    | 12 de junio | 10:00    | Andrés Bedoya Díaz | Sport Boys          | 1 - 2    | FC Killas                        | Lesly Uchuya (SBA) / Helen La Torre y Xiomara Escudero (KIL)                                                                           |
| 71                    | 12 de junio | 11:00    | El Porvenir        | Atlético Trujillo   | 0 - 2    | Universidad César Vallejo        | Emily Flores (2) (UCV) |
| 72                    | 12 de junio | 15:30    | Monumental         | Universitario       | 3 - 0    | Sporting Cristal                 | Stephannie Vásquez, Milena Tomayconsa y Geraldine Cisneros (UNI)                                                                       |
| Descansa: Ayacucho FC |             |          |                    |                     |          |                                  | |

| Fecha 13                            | Fecha 13     | Fecha 13 | Fecha 13             | Fecha 13                         | Fecha 13 | Fecha 13            | Fecha 13                                                                       |
| N.°                                 | Fecha        | Hora     | Estadio              | Local                            | Res.     | Visitante           | Goleadoras                                                                     |
| ----------------------------------- | ------------ | -------- | -------------------- | -------------------------------- | -------- | ------------------- | ------------------------------------------------------------------------------ |
| 73                                  | 13 de agosto | 11:00    | Andrés Bedoya Díaz   | FC Killas                        | 1 - 2    | Universitario       | Carmen Barriga (KIL) / Scarleth Flores y Milena Tomayconsa (UNI)               |
| 74                                  | 13 de agosto | 12:00    | Ciudad de Cumaná     | Ayacucho FC                      | 0 - 2    | Alianza Lima        | Lucerito Huamán y Sandra Arévalo (ALI)                                         |
| 75                                  | 13 de agosto | 13:15    | La Florida           | Sporting Cristal                 | 3 - 0    | Deportivo Municipal | Yelitza Toledo, Alondra Vílchez y Katsumi Cheng (SCR)                          |
| 76                                  | 13 de agosto | 15:30    | Andrés Bedoya Díaz   | Academia Cantolao                | 2 - 3    | Carlos Mannucci     | Brisa Ramírez y Solange Liñán (CAN) / Luz Campoverde (2) y Yaritza Larez (MAN) |
| 77                                  | 14 de agosto | 13:00    | Villa Deportiva USMP | Universidad San Martín           | 2 - 3    | Atlético Trujillo   | Sandra Hernández (2) (USM) / Birka Ruiz (2) y Karla Fernández (ATR)            |
| 78                                  | 14 de agosto | 15:00    | Héroes de San Ramón  | Universidad Técnica de Cajamarca | 1 - 0    | Sport Boys          | Hida Martínez (UTC)                                                            |
| Descansa: Universidad César Vallejo |              |          |                      |                                  |          |                     |                                                                                |

## Play-offs

### Hexagonal por el título
Alianza Lima comenzó el Hexagonal con dos puntos adicionales por haber ocupado la primera posición de la Fase Regular; mientras que Universitario empezó el Hexagonal con un punto adicional por haber logrado la segunda posición de la Fase Regular. El equipo que termine en la primera posición del Hexagonal jugó en semifinales contra el cuarto equipo colocado; la otra semifinal será disputada entre el segundo y el tercero del Hexagonal. 

#### Clasificación
- Última actualización: 11 de septiembre del 2022

| Pos. | Equipo            | Pts. | PJ | PG | PE | PP | GF | GC | DG  | Clasificación |
| ---- | ----------------- | ---- | -- | -- | -- | -- | -- | -- | --- | ------------- |
| 1°   | Alianza Lima      | 17   | 5  | 5  | 0  | 0  | 17 | 2  | +15 | Semifinales   |
| 2°   | Carlos Mannucci   | 12   | 5  | 4  | 0  | 1  | 12 | 8  | +4  | Semifinales   |
| 3°   | Universitario     | 10   | 5  | 3  | 0  | 2  | 12 | 6  | +6  | Semifinales   |
| 4°   | Sporting Cristal  | 4    | 5  | 1  | 1  | 3  | 2  | 8  | -6  | Semifinales   |
| 5°   | U. César Vallejo  | 3    | 5  | 1  | 0  | 4  | 4  | 14 | -10 | Eliminados    |
| 6°   | Atlético Trujillo | 1    | 5  | 0  | 1  | 4  | 2  | 11 | -9  | Eliminados    |

#### Partidos
| Fecha 1 | Fecha 1      | Fecha 1 | Fecha 1            | Fecha 1                   | Fecha 1 | Fecha 1          | Fecha 1                                                       |
| N.°     | Fecha        | Hora    | Estadio            | Local                     | Res.    | Visitante        | Goleadoras                                                    |
| ------- | ------------ | ------- | ------------------ | ------------------------- | ------- | ---------------- | ------------------------------------------------------------- |
| 81      | 20 de agosto | 15:15   | El Porvenir        | Atlético Trujillo         | 0-2     | Universitario    | Geraldine Cisneros y Cindy Novoa                              |
| 82      | 20 de agosto | 15:15   | San Marcos         | Alianza Lima              | 3-1     | Carlos Mannucci  | Neidy Romero, Adriana Lúcar y Heidy Padilla / Katherine Bravo |
| 83      | 20 de agosto | 17:30   | Andrés Bedoya Díaz | Universidad César Vallejo | 0-1     | Sporting Cristal | Yelitza Toledo                                                |

| Fecha 2 | Fecha 2      | Fecha 2 | Fecha 2          | Fecha 2           | Fecha 2 | Fecha 2                   | Fecha 2                                                   |
| N.°     | Fecha        | Hora    | Estadio          | Local             | Res.    | Visitante                 | Goleadoras                                                |
| ------- | ------------ | ------- | ---------------- | ----------------- | ------- | ------------------------- | --------------------------------------------------------- |
| 86      | 23 de agosto | 15:15   | Monumental       | Universitario     | 3-0     | Universidad César Vallejo | Milena Tomayconsa, Geraldine Cisneros y Nahomi Martínez   |
| 87      | 24 de agosto | 10:45   | El Porvenir      | Atlético Trujillo | 0-4     | Alianza Lima              | Sofía García, Sandra Arévalo (2) y Anel Jiménez (autogol) |
| 88      | 24 de agosto | 13:00   | Alberto Gallardo | Sporting Cristal  | 0-2     | Carlos Mannucci           | Olenka Gutiérrez y Birka Ruiz                             |

| Fecha 3 | Fecha 3      | Fecha 3 | Fecha 3          | Fecha 3          | Fecha 3 | Fecha 3                   | Fecha 3                                                                                              |
| N.°     | Fecha        | Hora    | Estadio          | Local            | Res.    | Visitante                 | Goleadoras                                                                                           |
| ------- | ------------ | ------- | ---------------- | ---------------- | ------- | ------------------------- | --- |
| 92      | 28 de agosto | 13:00   | San Marcos       | Alianza Lima     | 6-0     | Universidad César Vallejo | María Rojas (autogol), Yomira Tacilla, Sandy Dorador, Adriana Lúcar, Heidy Padilla y Gianella Romero |
| 93      | 28 de agosto | 15:15   | El Porvenir      | Carlos Mannucci  | 2-0     | Atlético Trujillo         | Birka Ruiz e Irina Cruz                                                                              |
| 96      | 30 de agosto | 13:00   | Alberto Gallardo | Sporting Cristal | 0-3     | Universitario             | Stephannie Vásquez, Milena Tomayconsa y Geraldine Cisneros                                           |

| Fecha 4 | Fecha 4         | Fecha 4 | Fecha 4            | Fecha 4                   | Fecha 4 | Fecha 4           | Fecha 4                                                                                                 |
| N.°     | Fecha           | Hora    | Estadio            | Local                     | Res.    | Visitante         | Goleadoras                                                                                              |
| ------- | --------------- | ------- | ------------------ | ------------------------- | ------- | ----------------- | --- |
| 100     | 3 de septiembre | 13:00   | Monumental         | Universitario             | 3-4     | Carlos Mannucci   | Cindy Novoa, Geraldine Cisneros y Sabrina Ramírez / Luz Campoverde, Melicia Aguilar y Yaritza Larez (2) |
| 101     | 3 de septiembre | 15:15   | Alberto Gallardo   | Sporting Cristal          | 0-2     | Alianza Lima      | Adriana Lúcar y Neidy Romero                                                                            |
| 102     | 5 de septiembre | 17:00   | Andrés Bedoya Díaz | Universidad César Vallejo | 2-1     | Atlético Trujillo | Kiara Larrea y María Luque / María Moya                                                                 |

| Fecha 5 | Fecha 5          | Fecha 5 | Fecha 5              | Fecha 5           | Fecha 5 | Fecha 5                   | Fecha 5                                                                 |
| N.°     | Fecha            | Hora    | Estadio              | Local             | Res.    | Visitante                 | Goleadoras                                                              |
| ------- | ---------------- | ------- | -------------------- | ----------------- | ------- | ------------------------- | ----------------------------------------------------------------------- |
| 108     | 11 de septiembre | 10:00   | Mansiche             | Carlos Mannucci   | 3-2     | Universidad César Vallejo | Luz Campoverde (2) y María Velentín / Miriam Cárdenas y Valerie Gherson |
| 110     | 11 de septiembre | 15:15   | El Porvenir          | Atlético Trujillo | 1-1     | Sporting Cristal          | ¿?/ Julia Mamani                                                        |
| 111     | 11 de septiembre | 15:30   | Alejandro Villanueva | Alianza Lima      | 2-1     | Universitario             | Sandra Arévalo y Adriana Lúcar / Nahomi Martínez                        |

### Heptagonal por el descenso
Sport Boys comenzó el Heptagonal con -2 puntos por haber terminado en la última posición de la Fase Regular; por su parte, UTC de Cajamarca inició el Heptagonal con -1 punto por haber acabado en la penúltima posición de la Fase Regular. El equipo que termine en la sétima posición descenderá de categoría y el cuadro que acabe en la sexta posición jugó una Revalidación contra el tercer lugar de la Copa Perú Femenina 2022. 

#### Tabla de posiciones
- Última actualización: 16 de septiembre del 2022.

| Pos. | Equipo              | Pts. | PJ | PG | PE | PP | GF | GC | DG  | Clasificación         |
| ---- | ------------------- | ---- | -- | -- | -- | -- | -- | -- | --- | --------------------- |
| 1°   | FC Killas           | 12   | 6  | 3  | 3  | 0  | 12 | 2  | +10 | Mantiene la categoría |
| 2°   | Ayacucho FC         | 12   | 6  | 3  | 3  | 0  | 8  | 3  | +5  | Mantiene la categoría |
| 3°   | Academia Cantolao   | 11   | 6  | 3  | 2  | 1  | 12 | 5  | +7  | Mantiene la categoría |
| 4°   | Deportivo Municipal | 9    | 6  | 2  | 3  | 1  | 10 | 8  | +2  | Mantiene la categoría |
| 5°   | U. San Martín       | 7    | 6  | 2  | 1  | 3  | 9  | 8  | +1  | Mantiene la categoría |
| 6°   | UTC                 | 2    | 6  | 1  | 0  | 5  | 5  | 19 | -14 | Revalidación          |
| 7°   | Sport Boys          | 0    | 6  | 0  | 2  | 4  | 4  | 15 | -11 | Copa Perú Femenina    |

#### Partidos
| Fecha 1                                    | Fecha 1      | Fecha 1 | Fecha 1              | Fecha 1                | Fecha 1 | Fecha 1             | Fecha 1                                           |
| N.°                                        | Fecha        | Hora    | Estadio              | Local                  | Res.    | Visitante           | Goleadoras                                        |
| ------------------------------------------ | ------------ | ------- | -------------------- | ---------------------- | ------- | ------------------- | ------------------------------------------------- |
| 79                                         | 20 de agosto | 12:00   | Ciudad de Cumaná     | Ayacucho FC            | 2-0     | Sport Boys          | Yaneth Huayhua y Doris Román (AYA)                |
| 80                                         | 20 de agosto | 13:00   | Andrés Bedoya Díaz   | FC Killas              | 1-1     | Deportivo Municipal | Kely Peralta (CAN) / Bárbara Mori (MUN)           |
| 84                                         | 21 de agosto | 15:30   | Villa Deportiva USMP | Universidad San Martín | 0-3     | Academia Cantolao   | Solange Liñán, Vanessa Díaz y Naicha Urbina (CAN) |
| Descansa: Universidad Técnica de Cajamarca |              |         |                      |                        |         |                     |                                                   |

| Fecha 2                     | Fecha 2      | Fecha 2 | Fecha 2            | Fecha 2             | Fecha 2 | Fecha 2                          | Fecha 2                                         |
| N.°                         | Fecha        | Hora    | Estadio            | Local               | Res.    | Visitante                        | Goleadoras                                      |
| --------------------------- | ------------ | ------- | ------------------ | ------------------- | ------- | -------------------------------- | ----------------------------------------------- |
| 85                          | 23 de agosto | 13:00   | Andrés Bedoya Díaz | Deportivo Municipal | 2-1     | Universidad Técnica de Cajamarca | Rocío Fernández (2) (MUN) / Rosa Gonzales (UTC) |
| 89                          | 24 de agosto | 15:15   | Andrés Bedoya Díaz | Sport Boys          | 1-1     | Universidad San Martín           | Ariana Farfán (SBA) / Ana Iraha (USM)           |
| 90                          | 24 de agosto | 17:30   | Andrés Bedoya Díaz | FC Killas           | 0-0     | Ayacucho FC                      | Sin goleadoras                                  |
| Descansa: Academia Cantolao |              |         |                    |                     |         |                                  |                                                 |

| Fecha 3               | Fecha 3      | Fecha 3 | Fecha 3              | Fecha 3                | Fecha 3 | Fecha 3                          | Fecha 3                                                     |
| N.°                   | Fecha        | Hora    | Estadio              | Local                  | Res.    | Visitante                        | Goleadoras                                                  |
| --------------------- | ------------ | ------- | -------------------- | ---------------------- | ------- | -------------------------------- | ----------------------------------------------------------- |
| 91                    | 27 de agosto | 15:15   | Villa Deportiva USMP | Universidad San Martín | 5-0     | Universidad Técnica de Cajamarca | Sandra Hernández (2), Ana Iraha (2) y Anhy Lizana (USM)     |
| 94                    | 29 de agosto | 14:00   | Andrés Bedoya Díaz   | Academia Cantolao      | 1-3     | Deportivo Municipal              | Azucena Daga (CAN) Rocío Fernández (2) y Bárbara Mori (MUN) |
| 95                    | 29 de agosto | 17:00   | Andrés Bedoya Díaz   | FC Killas              | 4-0     | Sport Boys                       | Gabriela García, Diana García (2) y Daniela Prevost (KIL)   |
| Descansa: Ayacucho FC |              |         |                      |                        |         |                                  |                                                             |

| Fecha 4                         | Fecha 4         | Fecha 4 | Fecha 4             | Fecha 4                          | Fecha 4 | Fecha 4             | Fecha 4                                                                    |
| N.°                             | Fecha           | Hora    | Estadio             | Local                            | Res.    | Visitante           | Goleadoras                                                                 |
| ------------------------------- | --------------- | ------- | ------------------- | -------------------------------- | ------- | ------------------- | -------------------------------------------------------------------------- |
| 97                              | 2 de septiembre | 13:00   | Andrés Bedoya Díaz  | Sport Boys                       | 2-2     | Deportivo Municipal | Érika Kadena y Ariana Farfán (SBA) / Katherine Espinoza y Rosa Mejía (MUN) |
| 98                              | 2 de septiembre | 15:15   | Héroes de San Ramón | Universidad Técnica de Cajamarca | 0-5     | FC Killas           | Kely Peralta (2), Anghie Gonzales, Sarai Vidal y Gabriela García (KIL)     |
| 99                              | 2 de septiembre | 16:00   | Andrés Bedoya Díaz  | Academia Cantolao                | 1-1     | Ayacucho FC         | Yormary Álvarez (CAN) / Rosa Gutiérrez (AYA)                               |
| Descansa:Universidad San Martín |                 |         |                     |                                  |         |                     |                                                                            |

| Fecha 5              | Fecha 5         | Fecha 5 | Fecha 5             | Fecha 5     | Fecha 5 | Fecha 5                | Fecha 5                                                    |
| N.°                  | Fecha           | Hora    | Estadio             | Local       | Res.    | Visitante              | Goleadoras                                                 |
| -------------------- | --------------- | ------- | ------------------- | ----------- | ------- | ---------------------- | ---------------------------------------------------------- |
| 103                  | 6 de septiembre | 13:00   | Andrés Bedoya Díaz  | FC Killas   | 2-1     | Universidad San Martín | Gabriela García y Carmen Barriga (KIL) / Anhy Lizana (USM) |
| 104                  | 7 de septiembre | 12:00   | Ciudad de Cumaná    | Ayacucho FC | 1-1     | Deportivo Municipal    | Doris Román (AYA) / Rocío Fernández (MUN)                  |
| 105                  | 7 de septiembre | 13:00   | Héroes de San Ramón | UTC         | 1-3     | Academia Cantolao      | ¿'? (UTC) / ¿? (CAN)                                       |
| Descansa: Sport Boys |                 |         |                     |             |         |                        |                                                            |

| Fecha 6                       | Fecha 6          | Fecha 6 | Fecha 6            | Fecha 6           | Fecha 6 | Fecha 6                          | Fecha 6                                      |
| N.°                           | Fecha            | Hora    | Estadio            | Local             | Res.    | Visitante                        | Goleadoras                                   |
| ----------------------------- | ---------------- | ------- | ------------------ | ----------------- | ------- | -------------------------------- | -------------------------------------------- |
| 106                           | 10 de septiembre | 14:30   | Andrés Bedoya Díaz | Academia Cantolao | 0-0     | FC Killas                        | Sin goleadoras                               |
| 107                           | 10 de septiembre | 17:30   | Andrés Bedoya Díaz | Sport Boys        | 1-2     | Universidad Técnica de Cajamarca | Érika Kadena (SBA) / Hida Martínez (2) (UTC) |
| 109                           | 11 de septiembre | 10:45   | El Libertador      | Ayacucho FC       | 1-0     | Universidad San Martín           | Doris Román (AYA)                            |
| Descansa: Deportivo Municipal |                  |         |                    |                   |         |                                  |                                              |

| Fecha 7             | Fecha 7          | Fecha 7 | Fecha 7            | Fecha 7             | Fecha 7 | Fecha 7                          | Fecha 7                                                                 |
| N.°                 | Fecha            | Hora    | Estadio            | Local               | Res.    | Visitante                        | Goleadoras                                                              |
| ------------------- | ---------------- | ------- | ------------------ | ------------------- | ------- | -------------------------------- | ----------------------------------------------------------------------- |
| 112                 | 16 de septiembre | 14:00   | El Libertador      | Ayacucho FC         | 3-1     | Universidad Técnica de Cajamarca | Yaneth Huayhua, Sarai Sánchez y Doris Román (AYA) / Rosa Gonzales (UTC) |
| 113                 | 16 de septiembre | 14:00   | Andrés Bedoya Díaz | Academia Cantolao   | 4-0     | Sport Boys                       | Karla Reimi (2), Allison Catalán y Brisa Ramírez (CAN)                  |
| 114                 | 16 de septiembre | 17:00   | Andrés Bedoya Díaz | Deportivo Municipal | 1-2     | Universidad San Martín           | Fadye Jabali (MUN) / Liz Arone y Sandra Hernández (USM)                 |
| Descansa: FC Killas |                  |         |                    |                     |         |                                  |                                                                         |

### Revalidación
El club Sporting Victoria de Iquitos, que quedó tercero en la Copa Perú Femenina 2022, logró el ascenso a la Liga Femenina FPF 2023, tras ganar el partido de Revalidación por 2-0 a la Universidad Técnica de Cajamarca (sexto lugar del Heptagonal), que descendió a la Copa Perú Femenina 2023. De esta manera, la selva peruana tendrá por primera vez un equipo en la Liga Femenina FPF.
| 30 de noviembre, 11:00 | UTC | 0:2 | Sporting Victoria     | Municipal de La Molina, Lima |                           |
|                        |     |     | 28' Vela · 48' Ancana | Árbitra: Milagros Arriola    | Árbitra: Milagros Arriola |

## Semifinales
El equipo que terminó en la primera posición del Hexagonal jugó en semifinales contra el cuarto equipo colocado; la otra semifinal fue disputada entre el segundo y el tercero del Hexagonal. Ambas semifinales se disputaron a partido único, con definición de penales tras culminar el tiempo reglamentario, sin tiempos extras. Los clubes ubicados en el primer y segundo lugar del Hexagonal fueron locales. 

#### Semifinal 1
| 17 de setiembre, 15:00 | Alianza Lima                                | 0:0 (4:3 p.)               | Sporting Cristal                                | Estadio Alejandro Villanueva, Lima |  |
|                        |                                             |                            |                                                 | Árbitra: Gaby Oncoy                |  |
|                        |                                             | Tiros desde el punto penal |                                                 |                                    |  |
|                        | Lúcar · García · Arévalo · Romero · Miranda |                            | M. López · Toledo · K. López · Espejo · Vílchez |                                    |  |

#### Semifinal 2
| 18 de setiembre, 14:00 | Carlos Mannucci               | 0:0 (4:1 p.)               | Universitario               | Estadio Mansiche, Trujillo |  |
|                        |                               | Tiros desde el punto penal |                             |                            |  |
|                        | Crúz · Leal · Arbeláez · Ruíz |                            | Novoa · Martínez · Cisneros |                            |  |

## Tercer lugar
Los equipos perdedores de ambas semifinales definieron el tercer lugar del torneo. Pese a ser un partido definitorio, este no se jugó en campo neutral, pero sí a puertas cerradas, por disposición de la FPF, organizador del encuentro. 
| 24 de setiembre, 15:00 | Universitario                            | 3:0 | Sporting Cristal | Estadio Monumental, Lima     |                              |
|                        | Novoa 39' · Vásquez 60' · Cisneros 89' · |     |                  | Árbitro(s): Hilbert Villegas | Árbitro(s): Hilbert Villegas |

## Final
Pese a que en las bases de la Liga Femenina 2022 se indica que "los ganadores de ambas semifinales disputarán la Final de la Liga Femenina Pluspetrol 2022 a partido único que será organizado por la Federación Peruana de Fútbol en la ciudad de Lima", la FPF cambió la final a partidos de ida y vuelta. El equipo ganador representa al Perú en la Copa Libertadores Femenina 2022 que se desarrollará en Ecuador. En esta final, se aplicó la diferencia de gol simple, es decir los goles de visita no definen al campeón; y si hay igualdad de goles al terminar ambos partidos, se define al campeón por penales, sin tiempo extra. 
Por otro lado, según fuentes periodísticas y oficiales, la asistencia confirmada de 30 mil hinchas en el partido de vuelta de la final de la Liga Femenina FPF 2022 se colocó en el top 3 de las finales de fútbol femenino 2022 en Sudamérica, detrás de la final brasileña entre Corinthians e Internacional (41 070 espectadores) y de la final colombiana entre América de Cali y Deportivo Cali (37 100 asistentes). De esta manera, la final de vuelta entre Alianza Lima y Carlos Mannucci no solo superó la asistencia registrada en la final argentina entre Boca Juniors y UAI Urquiza (18 000 personas), sino que se convierte en el récord nacional de la Liga Femenina FPF. 

#### Ida
| 25 de setiembre, 14:00 | Carlos Mannucci | 1:1 | Alianza Lima | Estadio Mansiche, Trujillo |                         |
|                        | Campoverde 42'  |     | 32' Lúcar    | Árbitro(s): Bruno Pérez    | Árbitro(s): Bruno Pérez |

#### Vuelta
| 6 de octubre, 14:00 | Alianza Lima                            | 3:0 (Global 4:1) | Carlos Mannucci | Estadio Alejandro Villanueva, Lima |                           |
|                     | Dorador 31' · Padilla 50' · Lúcar 90+1' |                  |                 | Árbitro(s): Edwin Ordóñez          | Árbitro(s): Edwin Ordóñez |

| |
| Campeón Club Alianza Lima 2.º título de la Liga Femenina FPF Clasifica a la Copa Libertadores Femenina 2022. |

## Plantel campeón

### Futbolistas
- Triunfos de local.      Triunfos de visita.      Empates de local.      Empates de visita.

| N.° | Futbolistas        | Camiseta | Puesto          | Fase Regular | Fase Regular | Fase Regular | Fase Regular | Fase Regular | Fase Regular      | Fase Regular      | Fase Regular      | Fase Regular      | Fase Regular | Fase Regular                          | Fase Regular | Fase Regular | Hexagonal | Hexagonal         | Hexagonal | Hexagonal | Hexagonal | Semifinal*       | Finales | Finales | Total goles |
| N.° | Futbolistas        | Camiseta | Puesto          | F1           | F2           | F3           | F4           | F5           | F6                | F8                | F9                | F10               | F11          | F12                                   | F7           | F13          | F1        | F2                | F3        | F4        | F5        | Semifinal*       | Ida     | Vuelta  | Total goles |
| --- | ------------------ | -------- | --------------- | ------------ | ------------ | ------------ | ------------ | ------------ | ----------------- | ----------------- | ----------------- | ----------------- | ------------ | ------------------------------------- | ------------ | ------------ | --------- | ----------------- | --------- | --------- | --------- | ---------------- | ------- | ------- | ----------- |
| N.° | Futbolistas        | Camiseta | Puesto          | No jugó      | 5-0          | 0-2          | 2-0          | 1-1          | 11-1              | 8-0               | 1-4               | 2-0               | 0-1          | 11-0                                  | 1-4          | 0-2          | 3-1       | 0-4               | 6-0       | 0-2       | 2-1       | 0-0 (4-3)        | 1-1     | 3-0     | Total goles |
| 1   | Annie Del Carpio   | 1        | Arquera         |              |              |              |              |              |                   |                   |                   |                   |              |                                       |              |              |           |                   |           |           |           |                  |         |         |             |
| 2   | Maryory Sánchez    | 31       | Arquera         |              |              |              |              |              |                   |                   |                   |                   |              |                                       |              |              |           |                   |           |           |           |                  |         |         |             |
| 3   | Alexandra Zamora   | 12       | Arquera         |              |              |              |              |              |                   |                   |                   |                   |              |                                       |              |              |           |                   |           |           |           |                  |         |         |             |
| 4   | Patricia García    | 23       | Arquera         |              |              |              |              |              |                   |                   |                   |                   |              |                                       |              |              |           |                   |           |           |           |                  |         |         |             |
| 5   | Neidy Romero       | 5        | Central/Volante |              | Anotado      | Anotado      |              | Anotado      | Anotado · Anotado |                   | Anotado · Anotado | Anotado · Anotado |              | Anotado                               |              |              | Anotado   |                   |           | Anotado   |           | Acierto de penal |         |         | 12 goles    |
| 6   | Yoselin Miranda    | 8        | Lateral/Central |              |              |              |              |              | Anotado           |                   |                   |                   |              |                                       |              |              |           |                   |           |           |           |                  |         |         | 1 gol       |
| 7   | Sofía García       | 16       | Central         |              |              |              |              |              |                   |                   |                   |                   |              |                                       |              |              |           | Anotado           |           |           |           | Acierto de penal |         |         | 1 gol       |
| 8   | Alison Reyes       | 14       | Central         |              | Anotado      |              |              |              | Anotado           |                   |                   |                   |              |                                       |              |              |           |                   |           |           |           |                  |         |         | 2 goles     |
| 9   | Karla Conga        | 2        | Central         |              |              |              |              |              |                   |                   |                   |                   |              |                                       |              |              |           |                   |           |           |           |                  |         |         |             |
| 10  | Enica Fasabi       | 3        | Central         |              |              |              |              |              |                   |                   |                   |                   |              |                                       |              |              |           |                   |           |           |           |                  |         |         |             |
| 11  | Yamile Rivas       | 18       | Central         |              |              |              |              |              |                   |                   |                   |                   |              |                                       |              |              |           |                   |           |           |           |                  |         |         |             |
| 12  | Gianella Romero    | 4        | Lateral         |              |              |              |              |              |                   |                   |                   |                   |              |                                       |              |              |           |                   | Anotado   |           |           |                  |         |         | 1 gol       |
| 13  | Catherinne Bringas | 6        | Lateral         |              |              |              |              |              |                   |                   |                   |                   |              |                                       |              |              |           |                   |           |           |           |                  |         |         |             |
| 14  | Amparo Chuquival   | 21       | Lateral         |              |              |              |              |              |                   |                   |                   |                   |              | Anotado                               |              |              |           |                   |           |           |           |                  |         |         | 1 gol       |
| 15  | Xiomara Canales    | 15       | Lateral         |              |              |              |              |              |                   |                   |                   |                   |              |                                       |              |              |           |                   |           |           |           |                  |         |         |             |
| 16  | Lucerito Huamán    | 28       | Lateral         |              |              |              |              |              |                   |                   |                   |                   |              |                                       |              | Anotado      |           |                   |           |           |           |                  |         |         | 1 gol       |
| 17  | Rosa Castro        | 13       | Lateral         |              |              |              |              |              | Anotado · Anotado |                   |                   |                   |              |                                       |              |              |           |                   |           |           |           |                  |         |         | 2 goles     |
| 18  | Sandra Arévalo     | 10       | Volante         |              |              |              |              |              | Anotado           | Anotado · Anotado | Anotado           |                   | Anotado      | Anotado                               |              | Anotado      |           | Anotado · Anotado |           |           | Anotado   | Acierto de penal |         |         | 10 goles    |
| 19  | Heidy Padilla      | 17       | Volante         |              | Anotado      |              |              |              | Anotado           | Anotado · Anotado |                   |                   |              |                                       |              |              | Anotado   |                   | Anotado   |           |           |                  |         | Anotado | 7 goles     |
| 20  | Liliana Neyra      | 22       | Volante         |              |              |              |              |              |                   |                   |                   |                   |              |                                       |              |              |           |                   |           |           |           |                  |         |         |             |
| 21  | Steffani Otiniano  | 29       | Volante         |              |              |              |              |              |                   |                   |                   |                   |              |                                       |              |              |           |                   |           |           |           |                  |         |         |             |
| 22  | Andrea Valderrama  | 30       | Volante         |              |              |              |              |              |                   |                   |                   |                   |              |                                       |              |              |           |                   |           |           |           |                  |         |         |             |
| 23  | Carmen Quesada     | 20       | Volante         |              |              |              |              |              |                   |                   |                   |                   |              |                                       | Anotado      |              |           |                   |           |           |           |                  |         |         | 1 gol       |
| 24  | Jazmín Porras      | 26       | Volante         |              |              |              |              |              |                   |                   |                   |                   |              |                                       |              |              |           |                   |           |           |           |                  |         |         |             |
| 25  | María Ortegano     | 16       | Volante         |              |              |              |              |              |                   |                   |                   |                   |              |                                       |              |              |           |                   |           |           |           |                  |         |         |             |
| 26  | Nora Jiménez       | 25       | Volante         |              |              |              |              |              |                   |                   |                   |                   |              |                                       |              |              |           |                   |           |           |           |                  |         |         |             |
| 27  | Adriana Lúcar      | 9        | Delantera       |              | Anotado      | Anotado      | Anotado      |              | Anotado           | Anotado · Anotado |                   |                   |              | Anotado · Anotado · Anotado · Anotado | Anotado      |              | Anotado   |                   | Anotado   | Anotado   | Anotado   | Acierto de penal | Anotado | Anotado | 17 goles    |
| 28  | Gladys Dorador     | 7        | Delantera       |              |              |              |              |              | Anotado · Anotado |                   |                   |                   |              | Anotado · Anotado                     | Anotado      |              |           |                   | Anotado   |           |           |                  |         | Anotado | 7 goles     |
| 29  | Yomira Tacilla     | 19       | Delantera       |              |              |              |              |              | Anotado           | Anotado           |                   |                   |              |                                       |              |              |           |                   | Anotado   |           |           |                  |         |         | 3 goles     |
| 30  | Shashenka Porras   | 27       | Delantera       |              | Anotado      |              | Anotado      |              |                   |                   | Anotado           |                   |              | Anotado                               |              |              |           |                   |           |           |           |                  |         |         | 4 goles     |
| 31  | Anaís Vilca        | 24       | Delantera       |              |              |              |              |              |                   |                   |                   |                   |              |                                       |              |              |           |                   |           |           |           |                  |         |         |             |
| 32  | Miryam Tristán     | 10       | Delantera       |              |              |              |              |              |                   |                   |                   |                   |              |                                       |              |              |           |                   |           |           |           |                  |         |         |             |

*Los goles () de la definición por penales ante Sporting Cristal en semifinales no se cuentan en la tabla de goleadoras.
**Alianza Lima sumó cuatro autogoles durante la temporada: uno de UTC en la fecha 12 y uno de UCV en la fecha 7 de la Fase Regular; uno de Atlético Trujillo en la fecha 2 y uno de UCV en la fecha 3 del Hexagonal.

### Comando técnico
| Cargo                  | Nombres          |
| ---------------------- | ---------------- |
| Director técnico       | Samir Mendoza    |
| Asistente técnico      | Paulo Santolalla |
| Preparador físico      | Wilson Bohórquez |
| Preparador de arqueras | Israel Córdova   |

## Principales goleadoras de la Liga
Las jugadoras Luz Campoverde de Mannucci y Alondra Vílchez de Cristal fueron las goleadoras de la Fase Regular con 14 anotaciones cada una, mientras que Adriana Lúcar de Alianza Lima y Alondra Vílchez de Cristal son las jugadoras con más goles en un solo partido de la temporada 2022 con un cuadruplete cada una.
| Pos. | Futbolistas     | Camisetas | Equipos             | Fase regular | Fase regular      | Fase regular | Fase regular      | Fase regular | Fase regular      | Fase regular                | Fase regular                          | Fase regular                | Fase regular      | Fase regular                          | Fase regular | Fase regular      | Fase regular | Playoffs | Playoffs          | Playoffs          | Playoffs | Playoffs          | Playoffs | Playoffs | Playoffs | Semifinal | Finales           | TOTAL    |
| Pos. | Futbolistas     | Camisetas | Equipos             | F1           | F2                | F3           | F4                | F5           | F6                | F8                          | F9                                    | F10                         | F11               | F12                                   | F7           | F13               | Total        | F1       | F2                | F3                | F4       | F5                | F6       | F7       | Total    | Semifinal | Finales           | TOTAL    |
| ---- | --------------- | --------- | ------------------- | ------------ | ----------------- | ------------ | ----------------- | ------------ | ----------------- | --------------------------- | ------------------------------------- | --------------------------- | ----------------- | ------------------------------------- | ------------ | ----------------- | ------------ | -------- | ----------------- | ----------------- | -------- | ----------------- | -------- | -------- | -------- | --------- | ----------------- | -------- |
| 1°   | Luz Campoverde  | 11        | Carlos Mannucci     |              | Anotado           |              |                   |              | Anotado           | Anotado · Anotado · Anotado |                                       | Anotado · Anotado · Anotado | Anotado           | Anotado · Anotado                     | Anotado      | Anotado · Anotado | 14 goles     |          |                   |                   | Anotado  | Anotado · Anotado |          |          | 3 goles  |           | Anotado           | 18 goles |
| 2°   | Adriana Lúcar   | 9         | Alianza Lima        |              | Anotado           | Anotado      | Anotado           |              | Anotado           | Anotado · Anotado           |                                       |                             |                   | Anotado · Anotado · Anotado · Anotado | Anotado      |                   | 11 goles     | Anotado  |                   | Anotado           | Anotado  | Anotado           |          |          | 4 goles  |           | Anotado · Anotado | 17 goles |
| 3°   | Alondra Vílchez | 16        | Sporting Cristal    | Anotado      | Anotado · Anotado |              | Anotado · Anotado | Anotado      |                   | Anotado                     | Anotado · Anotado · Anotado · Anotado |                             | Anotado · Anotado |                                       |              | Anotado           | 14 goles     |          |                   |                   |          |                   |          |          |          |           |                   | 14 goles |
| 4°   | Neidy Romero    | 5         | Alianza Lima        |              | Anotado           | Anotado      |                   | Anotado      | Anotado · Anotado |                             | Anotado · Anotado                     | Anotado · Anotado           |                   | Anotado                               |              |                   | 10 goles     | Anotado  |                   |                   | Anotado  |                   |          |          | 2 goles  |           |                   | 12 goles |
| 5°   | Rocío Fernández | 9         | Deportivo Municipal | Anotado      | Anotado           |              |                   | Anotado      |                   |                             | Anotado                               |                             |                   | Anotado · Anotado                     |              |                   | 6 goles      |          | Anotado · Anotado | Anotado · Anotado |          | Anotado           |          |          | 5 goles  |           |                   | 11 goles |
| 6°   | Sandra Arévalo  | 10        | Alianza Lima        |              |                   |              |                   |              | Anotado           | Anotado · Anotado           | Anotado                               |                             | Anotado           | Anotado                               |              | Anotado           | 7 goles      |          | Anotado · Anotado |                   |          | Anotado           |          |          | 3 goles  |           |                   | 10 goles |

## Posiciones finales de la temporada
El campeón y el subcampeón se definieron en la final ida y vuelta; el tercer y cuarto lugar, en un partido único; el quinto y el sexto, en el Hexagonal por el título; y las posiciones del sétimo al decimotercer, en el Heptagonal por el descenso. 
- La información está actualizada hasta el 30 de noviembre de 2022.

| Pos.              | Equipos                             | Partidos | Partidos | Partidos | Partidos | Goles | Goles | Goles | Puntos | %    | Detalle                                                         |
| Pos.              | Equipos                             | PJ       | PG       | PE       | PP       | GF    | GC    | DG    | Puntos | %    | Detalle                                                         |
| ----------------- | ----------------------------------- | -------- | -------- | -------- | -------- | ----- | ----- | ----- | ------ | ---- | --------------------------------------------------------------- |
| Medalla de oro    | Alianza Lima*                       | 20       | 17       | 3        |          | 74    | 7     | 67    | 56     | 90.0 | Campeón y clasificado a la Copa Libertadores Femenina 2022      |
| Medalla de plata  | Carlos Mannucci                     | 20       | 14       | 3        | 3        | 56    | 23    | 33    | 45     | 75.0 | Mantienen la categoría y jugaron la Liga Femenina FPF 2023      |
| Medalla de bronce | Universitario**                     | 19       | 15       | 1        | 3        | 52    | 11    | 41    | 47     | 80.7 | Mantienen la categoría y jugaron la Liga Femenina FPF 2023      |
| 4°                | Sporting Cristal                    | 19       | 9        | 2        | 8        | 35    | 23    | 12    | 29     | 50.9 | Mantienen la categoría y jugaron la Liga Femenina FPF 2023      |
| 5°                | Universidad César Vallejo           | 17       | 7        | 2        | 8        | 25    | 27    | -2    | 23     | 45.1 | Mantienen la categoría y jugaron la Liga Femenina FPF 2023      |
| 6°                | Atlético Trujillo                   | 17       | 5        | 2        | 10       | 17    | 46    | -29   | 17     | 33.3 | Mantienen la categoría y jugaron la Liga Femenina FPF 2023      |
| 7°                | FC Killas                           | 18       | 6        | 6        | 6        | 27    | 15    | 12    | 24     | 44.4 | Mantienen la categoría y jugaron la Liga Femenina FPF 2023      |
| 8°                | Ayacucho FC                         | 18       | 7        | 6        | 5        | 19    | 22    | -3    | 27     | 50.0 | Mantienen la categoría y jugaron la Liga Femenina FPF 2023      |
| 9°                | Academia Cantolao                   | 18       | 6        | 6        | 6        | 36    | 27    | 9     | 24     | 44.4 | Mantienen la categoría y jugaron la Liga Femenina FPF 2023      |
| 10°               | Deportivo Municipal                 | 18       | 6        | 5        | 7        | 24    | 33    | -9    | 23     | 42.6 | Mantienen la categoría y jugaron la Liga Femenina FPF 2023      |
| 11°               | Universidad San Martín              | 18       | 4        | 1        | 13       | 17    | 48    | -31   | 13     | 24.1 | Mantienen la categoría y jugaron la Liga Femenina FPF 2023      |
| 12°               | Universidad Técnica de Cajamarca*** | 19       | 2        | 1        | 16       | 11    | 73    | -62   | 6      | 12.3 | Perdió la Revalidación y descendió a la Copa Perú Femenina 2023 |
| 13°               | Sport Boys****                      | 18       | 1        | 2        | 15       | 11    | 51    | -40   | 3      | 9.3  | Descendió a la Copa Perú Femenina 2023                          |

*Alianza Lima inició el Hexagonal con 2 puntos extra por haber terminado en la primera posición de la Fase Regular. 
**Universitario comenzó el Hexagonal con 1 punto extra por haber terminado en la segunda posición de la Fase Regular. 
***UTC de Cajamarca inició el Heptagonal con -1 punto por haber acabado en la penúltima posición de la Fase Regular. 
****Sport Boys comenzó el Heptagonal con -2 puntos por haber terminado en la última posición de la Fase Regular.

## Premios individuales
Durante la premiación del bicampeón Alianza Lima y del subcampeón Carlos Mannucci, la FPF galardonó también a algunas de las futbolistas más destacadas de la Liga Femenina 2022: 
| Premio                          | Futbolista      | Equipo       |
| ------------------------------- | --------------- | ------------ |
| Mejor Jugadora Temporada 2022   | Adriana Lúcar   | Alianza Lima |
| Mejor Arquera Temporada 2022    | Maryory Sánchez | Alianza Lima |
| Mejor Jugadora de la Final 2022 | Gladys Dorador  | Alianza Lima |

## Premios económicos
De acuerdo a las bases del torneo, la taquilla generada por la venta de entradas de las finales de la Liga Femenina FPF 2022 fue destinada como premios económicos del torneo. Según información de la oficina de Competencias de Desarrollo de la FPF, difundida el 6 de diciembre del 2022 en el programa Pelota de Trapo en Youtube, la final de ida en el Mansiche de Trujillo recaudó 41,282.85 soles (sin IGV) y la final de vuelta en el Alejandro Villanueva de La Victoria recaudó 234,116.45 soles (sin IGV); por lo tanto, el total recaudado es de 275,399.30 soles (sin IGV). 
A este ingreso total recaudado, se debe descontar 123,107.03 soles por gastos de organización, distribuidos de la siguiente manera: 39,506.73 soles por seguridad, 2,854.65 soles por gastos operativos, 8,000.00 soles por limpieza, 31,072.65 soles por comisión de la ticketera y seguro, 15,900.00 soles por ambulancia, y 25,773.00 soles por sonido y energía. Quedando 152,292.27 soles como utilidad de las finales de la Liga 2022. Por lo tanto, la distribución de los premios económicos de los seis clubes clasificados al Hexagonal y al mejor club del Heptagonal fue la siguiente: 
| Posición   | Equipo                    | Porcentaje | Importe       | IGV          | Total         |
| ---------- | ------------------------- | ---------- | ------------- | ------------ | ------------- |
| Campeón    | Alianza Lima              | 40 %       | S/ 60,916.91  | S/ 10,965.04 | S/ 71,881.95  |
| Subcampeón | Carlos Mannucci           | 25 %       | S/ 38,073.07  | S/ 6,853.15  | S/ 44,926.22  |
| Tercero    | Universitario             | 15 %       | S/ 22,843.84  | S/ 4,111.89  | S/ 26,955.73  |
| Cuarto     | Sporting Cristal          | 10 %       | S/ 15,229.23  | S/ 2,741.26  | S/ 17,970.49  |
| Quinto     | Universidad César Vallejo | 6 %        | S/ 9,137.54   | S/ 1,644.76  | S/ 10,782.29  |
| Sexto      | Atlético Trujillo         | 3 %        | S/ 4,568.77   | S/ 822.38    | S/ 5,391.15   |
| Sétimo     | FC Killas                 | 1 %        | S/ 1,522.92   | S/ 274.13    | S/ 1,797.05   |
| Totales    | Totales                   | 100 %      | S/ 152,292.27 | S/ 27,412.61 | S/ 179,704.88 |